# Horseshoe Bend (Arkansas)
Horseshoe Bend est une ville située dans l’État américain de l'Arkansas, dans le comté de Fulton, comté d'Izard et comté de Sharp.

## Économie

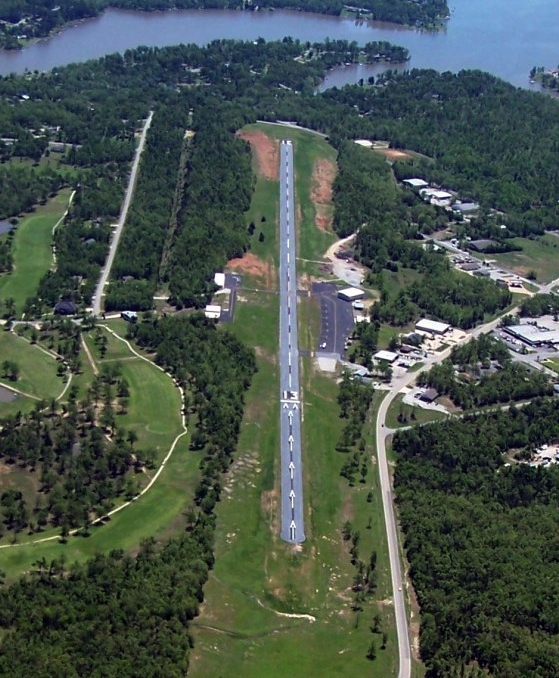
Aéroport de Horseshoe Bend, avril 2011